# Л’Иль-д’Або (кантон)
Л’Иль-д’Або (фр. L'Isle-d'Abeau) — кантон во Франции, департамент Изер, регион Рона — Альпы, округ Гренобль. INSEE код кантона — 3814. Граничит с кантонами департамента Изер: Бьевр (3801), Ла-Верпийер (3826) и Бургуэн-Жальё (3802).

## История кантона
До декрета 2014 года в кантон входило 3 коммуны: Вильфонтен, Л’Иль-д’Або и Во-Мильё, а население составляло 36220 человек (2011 год).

## Коммуны кантона
В кантон входят 13 коммун, из них главной коммуной является Л’Иль-д’Або.
| Коммуна             | Название по-французски | Округ         | Население, чел. (2012) | Площадь | Код INSEE | Изображение |
| ------------------- | ---------------------- | ------------- | ---------------------- | ------- | --------- | ----------- |
| Шезнёв              | Chиzeneuve             | Ла-Тур-дю-Пен | 515                    | 6,79    | 38102     |             |
| Крашье              | Crachier               | Ла-Тур-дю-Пен | 474                    | 3,64    | 38136     |             |
| Кюлен               | Culin                  | Вьен          | 686                    | 7,32    | 38141     |             |
| Фур                 | Four                   | Ла-Тур-дю-Пен | 1204                   | 11,82   | 38172     |             |
| Л’Иль-д’Або         | L'Isle-d'Abeau         | Ла-Тур-дю-Пен | 15944                  | 9,11    | 38193     |             |
| Мобек               | Maubec                 | Ла-Тур-дю-Пен | 1671                   | 8,57    | 38223     |             |
| Мерье-лез-Этан      | Meyrieu-les-Йtangs     | Вьен          | 898                    | 8,54    | 38231     |             |
| Сент-Аньен-сюр-Бьон | Saint-Agnin-sur-Bion   | Вьен          | 914                    | 9,7     | 38351     |             |
| Сент-Альбан-де-Рош  | Saint-Alban-de-Roche   | Ла-Тур-дю-Пен | 1840                   | 6,11    | 38352     |             |
| Сен-Жан-де-Бурне    | Saint-Jean-de-Bournay  | Вьен          | 4473                   | 26,87   | 38399     |             |
| Трамоле             | Tramolй                | Вьен          | 542                    | 6,99    | 38512     |             |
| Во-Мильё            | Vaulx-Milieu           | Ла-Тур-дю-Пен | 2396                   | 9,02    | 38530     |             |
| Вильфонтен          | Villefontaine          | Ла-Тур-дю-Пен | 18009                  | 11,63   | 38553     |             |

## Политика
В первом туре кантональных выборов 2015 года, баллотировались 2 пары кандидатов: Марион Пио и Антонен Себатьер (НФ, 32,51 %), Рэимонд Феиссаге и Катрин Симон (правые, 31,07%). Явка на выборы составила 41,07 %. Во втором туре, Рэимонд Феиссаге и Катрин Симон были избраны с поддержкой 62,69 %